# Гольдштейн, Аарон
Аарон Гольдштейн (ивр. אהרן גולדשטיין‎; род. 19 декабря 1902 год, Златополь, Российская империя — 12 октября 1976 года, Израиль) — израильский политик, депутат кнессета (5, 6, 7 созывов).

## Биография
Аарон Гольдштейн родился 19 декабря 1902 года в городе Златополь на территории Российской империи (ныне Украина). В еврейской семье Моше Менахема Гольдштейна и его жены Милки. Помимо Аарона в семье было ещё двое сыновей (Нафтали и Соломон).
Получил традиционное еврейское образование, окончил хедер, а затем и среднюю школу. Участвовал в сионистском движении. В марте 1921 года вместе с семьёй репатриировался в Палестину. В 1922 году женился на Мирьям Мец. Был членом движения «ха-Халуц ха-иври».
Участвовал в «Хагане».
Работал рабочим на стройке, участвовал в основании Гиватаима. С 1933 года служил строительным подрядчиком, а в 1952 году был избран на пост председателя Израильского центра подрядчиков и строителей.
В 1963 году вошел в состав кнессета 5-го созыва, как член Либеральной партии Израиля, заменив Идова Коэна. Работал в комиссии по экономике и комиссии по труду. В кнессет 6-го созыва был избран от блока «ГАХАЛ», вошел в состав комиссии комиссии по труду. В 1969 году был вновь выбран в кнессет, участвовал в работе финансовой комиссии.
На выборах 1973 года потерял своё место в составе кнессета. Скончался 12 октября 1976 года. Имел двух дочерей: Шуламит и Нехаму.